# Jorum-Gletscher
Der Jorum-Gletscher ist ein Gletscher an der Oskar-II.-Küste des Grahamlands auf der Antarktischen Halbinsel. Er fließt in östlicher Richtung zum Exasperation Inlet, das er nördlich des Caution Point erreicht.
Der Falkland Islands Dependencies Survey nahm 1947 und 1955 Vermessungen vor. Das UK Antarctic Place-Names Committee benannte ihn 1957 deskriptiv nach einem inzwischen veralteten englischen Begriff für eine Trinkschale.